# Восстание туарегов (1990—1995)
С 1990 по 1995 год в Нигере и Мали произошло восстание различных групп туарегов с целью достижения автономии или создания собственного национального государства. Восстание произошло после регионального голода 1980-х годов и последующего кризиса с беженцами, а также во время общих политических репрессий и кризиса в обеих странах. Этот конфликт является одним из рядов восстаний туарегов в колониальной и пост колониальной истории этих стран. Данный конфликт можно назвать третьим в череде восстаний данного народа.

## Предыстория
Туареги составляли отчётливое меньшинство во всех странах Сахары. Засухи 1972—1974 и 1984—1985 годов привели к гибели скота и вынужденной миграции, тем самым усилив конфликт между соседними национальными группами. Правительство стран, куда мигрировали туареги, по большей части выступали против них. Единственным исключением стала Ливия. В Мали и Нигере же туареги не смогли найти своего нового дома и бежали в Ливию и Алжир, где начали объединяться с боевиками, тем самым формируя повстанческие группы.
Нигер и Мали в те годы находились в череде экономических и политических кризисов, а также в вечной слабости центрального правительства. К 1990 году в Нигере ситуация с туарегами накалилась настолько, что в мае группа людей напала на полицейский участок в Чин-Табарадене. В ходе данного нападения погиб 31 человек, в том числе 25 нападавших. Позже, в мае 1990, нигерийские военные ответили арестом, пытками и убийством нескольких сотен туарегов в данном городе.

## Боевые действия

### Мали
Восстание в Мали началось в 1990 году, когда сепаратисты-туареги напали на правительственное здание в Гао. Репрессии Малийской армии привели к полномасштабному восстанию. Конфликт утих, когда в 1992 году Конаре, Альфа Умар сформировал новое правительство и начал выплачивать репарации. Также началось проведение интеграции туарегов в малийское общество.

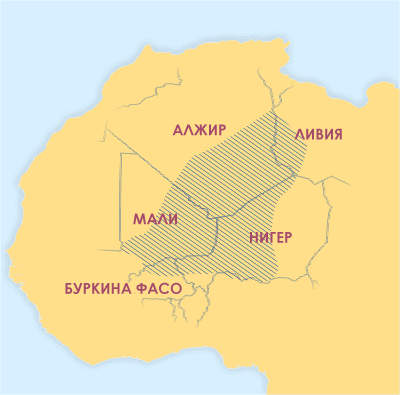
Районы в которых проживает большое количество туарегов

В 1994 году туареги снова нападают на Гао, из-за чего начинаются новые репрессии и создается ополчения Ганда Исо для борьбы с туарегами. Фактически Мали погрузилась в гражданскую войну.
В 1995 умеренные силы с обеих сторон начали переговоры о мирном урегулировании конфликта.
Оружие торжественно было сожжено в 1996 году, тем самым ознаменовав полное окончание данного конфликта. Началась поддержка регионов, в которых проживают туареги, из-за чего снизился уровень сепаратизма.

### Нигер
Боевые действия в горах Аира, а также нападения на Агадес, Арли и Ин-Галль нанесли достаточно большой ущерб экономики Нигера и даже привели к эвакуации иностранцами и нигерской армией.
В 1994—1995 гг. основные повстанческие организации договорились о перемирии и начали переговоры с правительством. Долгие переговоры всё же дали свои плоды.
15 апреля 1995 года правительство Нигера и туареги подписали так называемое «Уагадугское соглашение», которое официально ознаменовало окончание конфликта. После данной войны туареги были интегрированы в нигерское общество и даже получили поддержку от Национального Правительства.